# Asplenium herpetopteris
Asplenium herpetopteris är en svartbräkenväxtart som beskrevs av Bak. Asplenium herpetopteris ingår i släktet Asplenium och familjen Aspleniaceae.

## Underarter
Arten delas in i följande underarter:
- A. h. acutipinnata
- A. h. masoulae
- A. h. villosum